# آلبالوی چینی
آلبالوی چینی یا گیلاس ترش چینی (به انگلیسی: Chinese sour cherry) یا (به انگلیسی: false cherry) در ژاپن شینامی-زاکورا (به ژاپنی: 支那実桜 シナミザクラ shinami-zakura) یا کارامی-زاکورا
(به ژاپنی: 唐実桜  カラミザクラ) نام علمی
(Cerasus pseudocerasus(Lindley)G.Don) نام یک نوع درخت گیلاس خودرو است. این درخت برگریز در اصل یکی از درخت‌های چین بوده‌است. در ژاپن از قدیم برای میوهٔ آن پرورش داده می‌شود. از مشخصات گل آن پرچم‌های بسیار بلند آن است. قطر گیلاس آن به ۱٫۵ سانتیمتر می‌رسد.
در ژاپن به تازگی بخاطر اینکه گل‌های آن زودتر از سومی-یوشینو شکوفا می‌شوند به عنوان ساکورای زینتی نیز مورد توجه قرار گرفته‌است. تا قبل از دوره میجی برای به دست آوردن گیلاس، این نوع درخت پرورش داده می‌شد ولی پس از آن دوره گونه‌های منشأ گرفته از گیلاس خودرو از کشورهای خارجی وارد شد و بیشتر مورد توجه و کاشت قرار گرفت. آلبالوی چینی سازگاری بیشتر نسبت به گیلاس خودرو با آب و هوای گرم دارد.
- تعداد گلبرگ: ۵ عدد
- رنگ:صورتی مایل به سفید
- قطر گل: ۱٫۸ تا ۲٫۴ سانتیمتر
- زمان گل دهی:اواخر مارس اوایل آوریل
- محل نمونه:باغ گیاه‌شناسی کویشیکاوا